# الدخسور رمادي البطن
الدُخسور رمادي البطن (بالإنجليزية: Grey-bellied Spinetail)‏ هو طائر ينتمي إلى فصيلة الفرنارية.

## التوزيع والموطن
يتواجد هذا الطائر في الأرجنتين والبرازيل وباراغواي وأوروغواي. ويعيش طبيعيًا في الغابات الرطبة شبه الاستوائية أو الاستوائية المنخفضة، وكذلك في الغابات الجبلية الرطبة شبه الاستوائية أو الاستوائية، بالإضافة إلى الغابات التي تم تدهورها بشدة.

## أصل التسمية
تعود تسمية الدُخسور إلى تعريب مصطلح (بالإنجليزية: Spinetail)‏ المستخدم في أسماء طيور من فصيلة الفرنارية (Furnariidae)، خاصة الأنواع التابعة لجنس ‘’Synallaxis’’.
ويُشير المصطلح الإنجليزي ‘‘Spinetail’’ حرفيًا إلى:
•‘‘Spine’’ وتعني «شوكة»
•‘‘Tail’’ وتعني «ذيل»
بما يدل على «ذيل شائك» أو «ذيل مدبب»، في إشارة إلى الريش الصلب والمدبب الذي تتميز به هذه الطيور.
وفي التعريب العلمي المعتمد ببعض الموسوعات العربية، استُخدم مصطلح ‘’‘دُخسور’’’ كاسم شائع جامع، بدلاً من الترجمة الحرفية «ذيل شائك»، ليكون مختصرًا ودقيقًا، على غرار أساليب تعريب بعض الأسماء العلمية الأخرى للطيور. بالتالي، يُعرف الدُخسور بأنه طائر صغير من الفرناريات يتميز بذيل مدبب يشبه الأشواك.

## التصنيف
يُصنف الدُخسور رمادي البطن ضمن قائمة الأنواع غير المهددة حسب القائمة الحمراء للاتحاد الدولي لحفظ الطبيعة.